# Zhou Enlai
Zhou Enlai (xinès: 周恩來)  (Huai'an District, 5 de març de 1898 - Pequín, 8 de gener de 1976) fou un polític, revolucionari, escriptor i dirigent xinès.

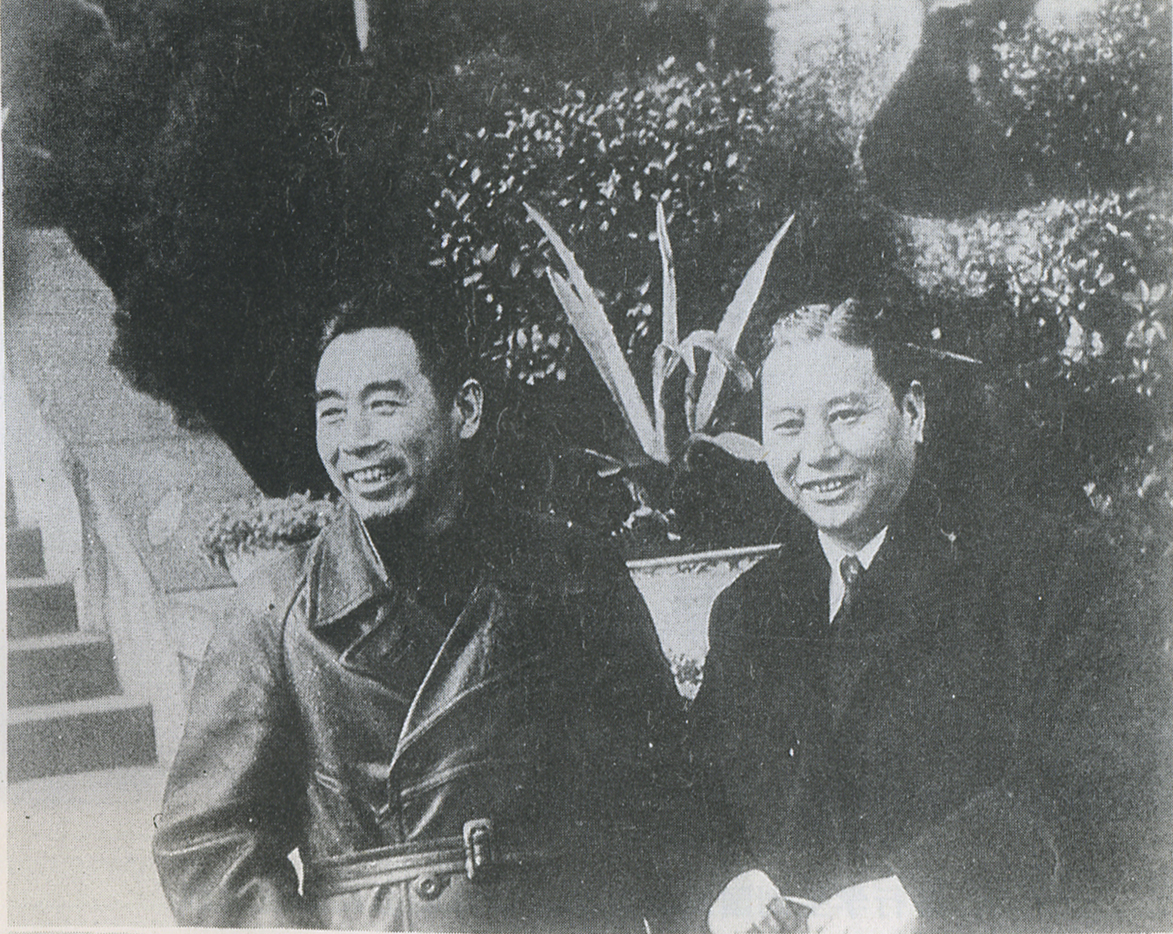
Zhou Enlai (esquerra) i Chang Ch'ün (dreta) en el 1946.

La seva contribució fou decisiva per a la consolidació i ascens del Partit Comunista de la Xina. Va ser el primer a exercir el càrrec de Primer Ministre de la República Popular de la Xina des de l'octubre de 1949 fins a la seva mort el gener de 1976.
Zhou Enlai nasqué en una família culta el 1898 i passà part de la seva infància a Huai'an, Jiangsu. Estudià Cultura clàssica xinesa i més endavant, a la prestigiosa escola de Tianjin. D'allí passà a les universitats de Waseda i Nippon al Japó, i finalment assistí a la universitat de Nankai a Tianjin.
El 1919 participà en el Moviment del 4 de maig, de caràcter antiimperialista, modernitzador i nacionalista xinès, fortament crític amb els senyors de la guerra xinesos. Fundà el sindicat d'estudiants de Tianjin i fou arrestat pel govern. Dos anys després, el 1920 anà a París i a Edimburg a estudiar, s'integrà al Partit comunista i creà el primer cos juvenil del Partit Comunista Xinès. Visità Anglaterra i Alemanya. El 1924 fou nomenat director d'entrenament polític a l'Acadèmia Militar Whampoa. Arran del primer front unit, l'aliança del Partit Comunista i el Guomindang proclamada per Sun Yat-sen el 1924 i que rebé el suport soviètic, s'integrà al partit nacionalista i fou designat el 1926 cap del primer exèrcit de Chiang Kai-shek.
Poc després de la mort de Sun Yat-sen, els sectors dretans de Guomindang aconseguiren el control del partit. Els comunistes, tanmateix, havien creat el seu propi exèrcit sota el lideratge de Zhou Enlai, que desconfiava de la direcció del Guomindang, que titllà de coalició de senyors de la guerra traïdors.
Organitzà i dirigí la insurrecció de Xangai de 1926 d'acord amb el consell del Komintern, que resultà derrotada; Després de la ruptura entre el PCX i el Guomindang i la repressió que aquest emprengué, fou condemnat a mort, però se n'escapà i treballà en la clandestinitat. Marxà a Jiangxi el 1931, on apropà els seus plantejaments comunistes soviètics d'inspiració urbana als de la revolució dels camperols de Mao, i contribuí a la seva reconciliació amb els caps del partit comunista. Assumí el control militar del 1r front de l'exèrcit, derrotant en quatre ocasions les tropes del Gumonitang, i emprengué la reorganització de l'exèrcit. Participà en la Llarga Marxa (1934-35).
Durant la invasió japonesa, defensà la constitució del segon front únic amb el Guomindang contra els japonesos. Membre del consell polític del Partit Comunista Xinès (1945), amb el triomf de la revolució fou nomenat primer ministre i ministre d'afers exteriors (1949) del govern de la República Popular, i assistí a diferents conferències internacionals. El 1958 deixà la cartera d'afers exteriors. Durant la Revolució Cultural s'oposà a les tesis de Lin Biao. Impulsà l'obertura a Occident de la política exterior xinesa. Durant els darrers dos anys de la seva vida, tot i conservar el càrrec de primer ministre, les seves funcions foren exercides pel vice-primer ministre Deng Xiaoping.

## L'incident de Tiananmen
Pocs mesos després de la mort de Zhou, es va produir un dels esdeveniments espontanis més extraordinaris de la història de la RPC. El 4 d'abril de 1976, a la vigília del Festival anual de Qingming de la Xina, en què els xinesos tradicionalment rendeixen homenatge als seus avantpassats difunts, milers de persones es van reunir al voltant del Monument als Herois del Poble a la plaça de Tiananmen per commemorar la vida i la mort de Zhou Enlai. En aquesta ocasió, el poble de Pequín va honrar a Zhou col·locant corones, pancartes, poemes, pancartes i flors als peus del Monument. El propòsit més obvi d'aquest memorial era elogiar a Zhou, però Jiang Qing, Zhang Chunqiao i Yao Wenyuan també van ser atacats per les seves suposades accions contra el primer ministre. Un petit nombre d'eslògans deixats a Tiananmen fins i tot van atacar el mateix Mao i la seva Revolució Cultural.
Fins a dos milions de persones poden haver visitat la plaça de Tiananmen el 4 d'abril. Les observacions de primera mà dels esdeveniments a la plaça de Tiananmen el 4 d'abril informen que tots els nivells de la societat, des dels camperols més pobres fins als alts oficials de l'EPL i els fills de quadres d'alt rang, estaven representats a les activitats. Els que van participar estaven motivats per una barreja d'ira pel tractament de Zhou, revolta contra Mao i les seves polítiques, aprensió pel futur de la Xina i desafiament a aquells que intentarien castigar el públic per commemorar la memòria de Zhou. No hi ha res que suggereix que els esdeveniments es van coordinar des de qualsevol posició de lideratge: va ser una manifestació espontània que reflectia un sentiment públic generalitzat. Deng Xiaoping va estar notablement absent i va donar instruccions als seus fills que evitessin ser vistos a la plaça.
El matí del 5 d'abril, la multitud que s'aplegava al voltant del memorial va arribar per descobrir que la policia l'havia retirat completament durant la nit, i els va enfadar. Els intents de reprimir els manifestants van provocar un violent motí, en què els cotxes de la policia van ser incendiats i una multitud de més de 100.000 persones va entrar amb força en diversos edificis governamentals que envoltaven la plaça.
A les 18.00 hores, la majoria de la multitud s'havia dispersat, però un petit grup va romandre fins a les 22.00 hores, quan una força de seguretat va entrar a la plaça de Tiananmen i els va arrestar. (La xifra reportada dels arrestats era de 388 persones, però es rumorejava que era molt superior.) Molts dels arrestats van ser posteriorment condemnats a un judici popular a la Universitat de Pequín o van ser condemnats a camps de treball. Incidents similars als que es van produir a Pequín els dies 4 i 5 d'abril es van produir a Zhengzhou, Kunming, Taiyuan, Changchun, Xangai, Wuhan i Guangzhou. Possiblement, a causa de la seva estreta associació amb Zhou, Deng Xiaoping va ser formalment destituït de tots els càrrecs dins i fora del Partit el 7 d'abril, després d'aquest incident de Tiananmen.
Després de derrocar Hua Guofeng i assumir el control de la Xina el 1980, Deng Xiaoping va alliberar els arrestats en l'incident de Tiananmen com a part d'un esforç més ampli per revertir els efectes de la Revolució Cultural.

## Llegat

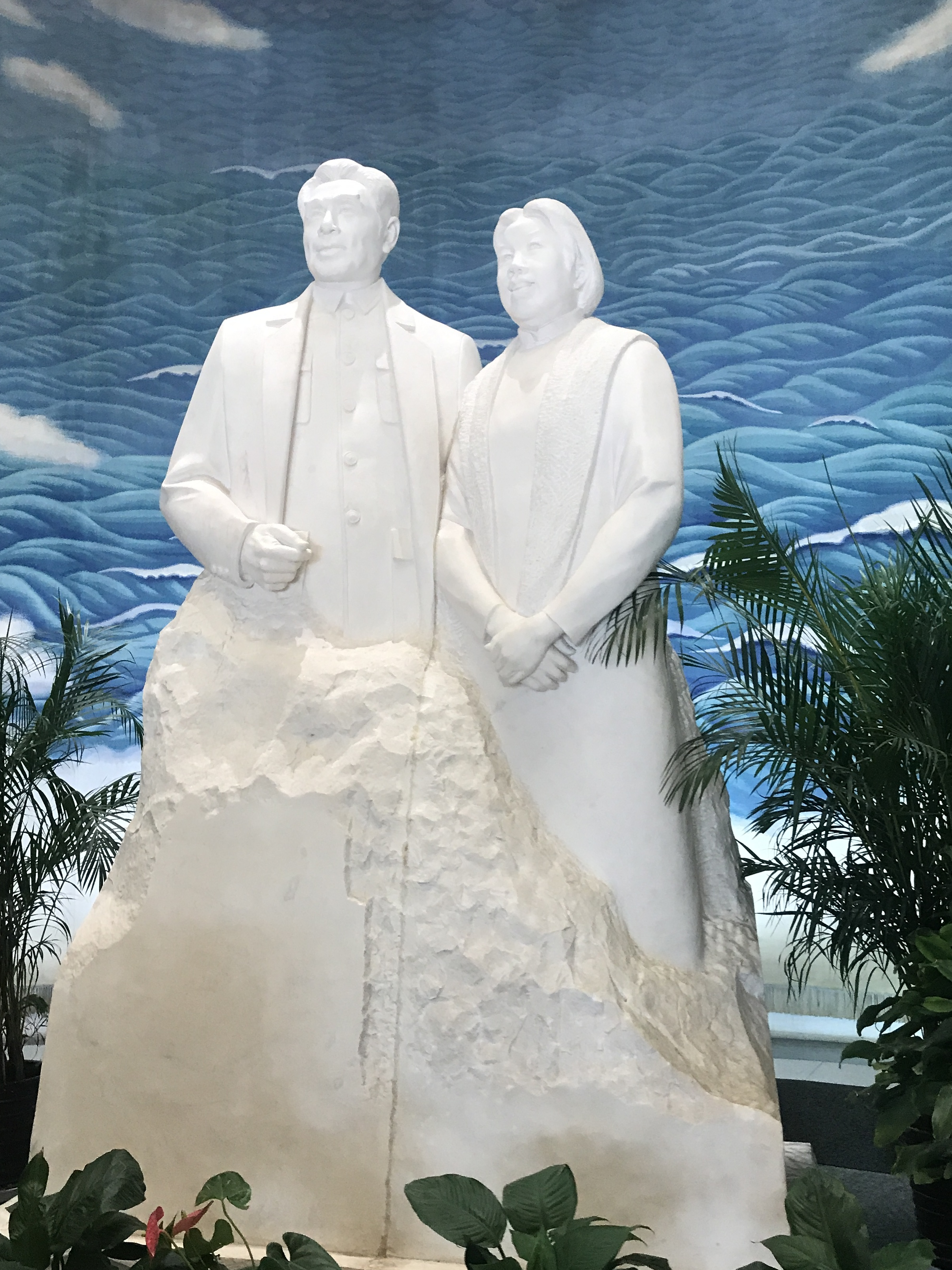
Estàtua de Zhou i Deng al Memorial a Zhou Enlai i Deng Yingchao a Tianjin.

Al final de la seva vida, Zhou era àmpliament vist com un representant de la moderació i la justícia en la cultura popular xinesa. Des de la seva mort, Zhou Enlai ha estat considerat com un negociador hàbil que parlava idiomes estrangers, un mestre de la implementació de polítiques, un revolucionari devot i un estadista pragmàtic amb una atenció inusual als detalls i als matisos. També era conegut per la seva ètica de treball incansable i dedicada, i el seu encant i equilibri inusuals en públic. Se suposa que va ser l'últim buròcrata mandarí de la tradició confuciana. El comportament polític de Zhou s'ha de veure a la llum de la seva filosofia política així com de la seva personalitat. En gran manera, Zhou personificava la paradoxa inherent a un polític comunista amb educació tradicional xinesa: conservador i radical alhora, pragmàtic i ideològic, posseïdor d'una creença en l'ordre i l'harmonia, així com una fe, que va desenvolupar molt gradualment amb el temps, en el poder progressiu de la rebel·lió i la revolució.
Tot i que un ferm creient en l'ideal comunista sobre el qual es va fundar la República Popular, es creu que Zhou va moderar els excessos de les polítiques radicals de Mao dins dels límits del seu poder. S'ha suposat que va protegir amb èxit diversos llocs imperials i religiosos d'importància cultural (com el Palau de Potala a Lhasa i la Ciutat Prohibida a Pequín) dels Guàrdies Rojos, i va protegir molts líders de primer nivell, inclòs Deng Xiaoping, així com molts funcionaris, acadèmics i artistes de les purgues. Deng Xiaoping va dir que Zhou es va veure de vegades forçat a actuar en contra de la seva consciència per minimitzar el dany derivat de les polítiques de Mao.
Si bé molts líders xinesos anteriors avui han estat sotmesos a crítiques a la Xina, la imatge de Zhou s'ha mantingut positiva i respectada entre els xinesos contemporanis. Molts xinesos continuen venerant a Zhou com possiblement el líder més humà del segle xx, i el PCC avui promou Zhou com un líder entregat i abnegat que segueix sent un símbol del Partit Comunista. Fins i tot els historiadors que enumeren les falles de Mao generalment atribueixen a Zhou les qualitats oposades: Zhou era culte i educat mentre que Mao era cru i senzill; Zhou era coherent mentre que Mao era inestable; Zhou era estoic mentre que Mao era paranoic. Després de la mort de Mao, la premsa xinesa va destacar especialment el seu estil de lideratge consultiu, lògic, realista i tranquil.

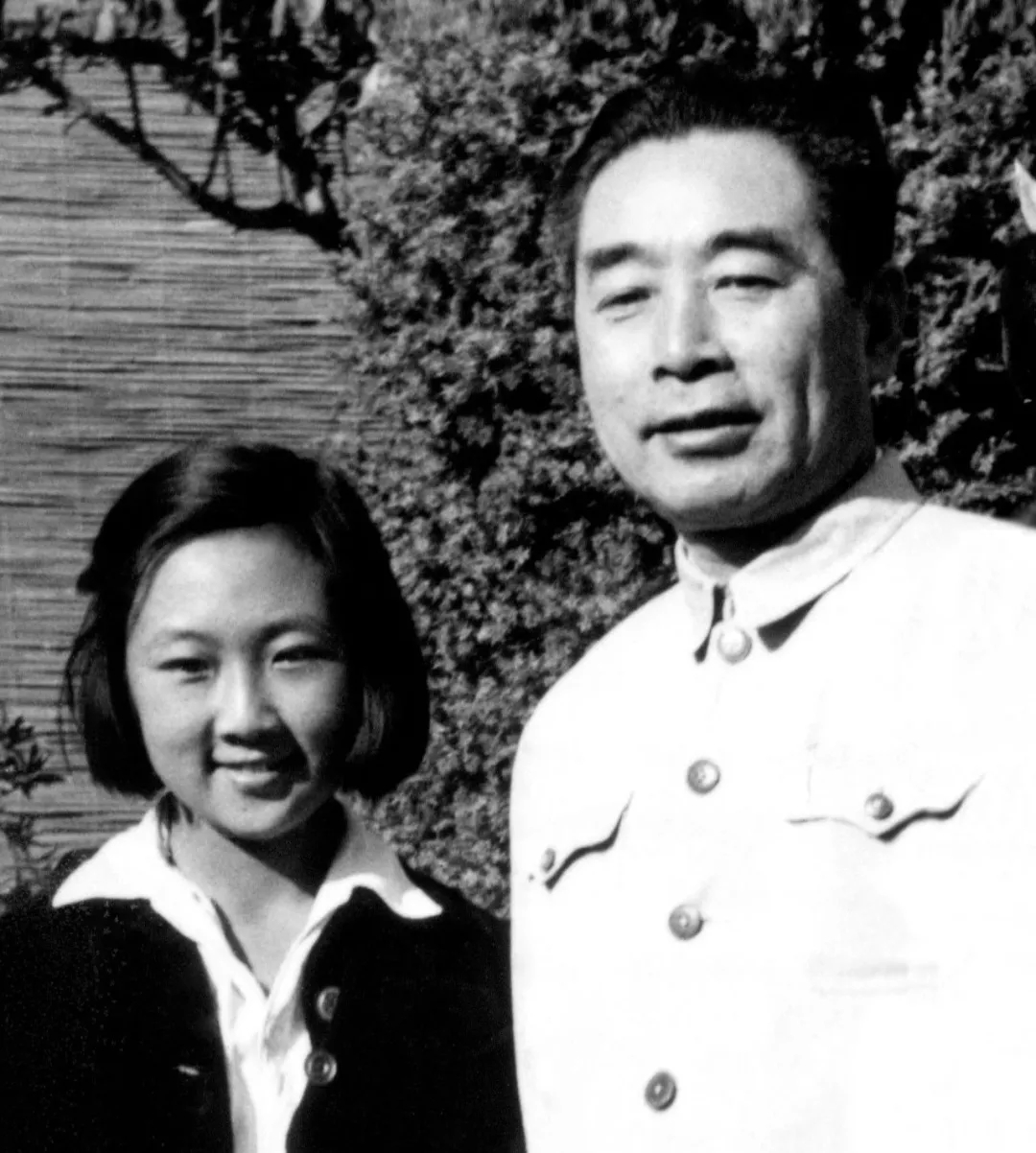
Zhou amb la seva neboda Zhou Bingde

No obstant això, les crítiques acadèmiques recents de Zhou s'han centrat en la seva última relació amb Mao i en les seves activitats polítiques durant la Revolució Cultural, argumentant que la relació entre Zhou i Mao pot haver estat més complexa del que es mostra habitualment. Zhou ha estat representat com una submissió incondicional i extremadament lleial a Mao i als seus aliats, fent tot el possible per donar suport o permetre la persecució d'amics i familiars per tal d'evitar enfrontar-se a la condemna política. Després de la fundació de la RPC, Zhou no va poder o no va voler protegir els antics espies que havia contractat a la Guerra Civil Xinesa i la Segona Guerra Mundial, que van ser perseguits pels seus contactes en temps de guerra amb els enemics del PCC. A principis de la Revolució Cultural, li va dir a Jiang Qing: «A partir d'ara, vostè pren totes les decisions, i m'asseguraré que es portin a terme», i va declarar públicament que el seu antic camarada, Liu Shaoqi, «mereixia morir» per oposant-se a Mao. En l'esforç d'evitar ser perseguit per oposar-se a Mao, Zhou va acceptar passivament la persecució política de molts altres, inclòs el seu propi germà.
Una dita popular a la Xina va comparar Zhou amb un budaoweng (un tossut), la qual cosa pot implicar que era un oportunista polític. Li Zhisui, aleshores un dels metges personals de Mao, va caracteritzar Zhou com a tal i va ser severament crític amb Zhou al seu llibre La vida privada del president Mao, descrivint-lo com «l'esclau de Mao, absolutament obsequiós obedient... Tot el que va fer, ho va fer per ser lleial a Mao ni ell ni [Deng Yingchao] van tenir una mica de pensament independent». Li també va descriure la contradictòria relació de Mao amb Zhou com una on exigia una lleialtat total, «però com que Zhou era tan subordinat i lleial, Mao va menysprear [Zhou]». Alguns observadors l'han criticat per ser massa diplomàtic: evitar posicions clares en situacions polítiques complexes i, en canvi, esdevenir ideològicament esquiv, ambigu i enigmàtic. S'han ofert diverses explicacions per explicar la seva evasió. Dick Wilson, l'antic editor en cap de la Far Eastern Economic Review, escriu que l'única opció de Zhou «era seguir pretenent donar suport al moviment [de la revolució cultural], alhora que s'esforçava per desviar els seus èxits, mitigar les seves malifetes i frenar les ferides que infligia». Aquesta explicació de l'elusibilitat de Zhou també va ser àmpliament acceptada per molts xinesos després de la seva mort. Wilson també escriu que Zhou «hauria estat assetjat fora de la seva posició d'influència, retirat del control del Govern si hagués presentat una posició i exigir a Mao que cancel·li la campanya o que els guàrdies rojos es trobessin».
La participació de Zhou en la Revolució Cultural és així defensada per molts perquè no tenia més remei que el martiri polític. A causa de la seva influència i capacitat política, tot el govern podia haver-se enfonsat sense la seva col·laboració. Donades les circumstàncies polítiques de l'última dècada de la vida de Zhou, és poc probable que hagués sobreviscut a una purga sense conrear el suport de Mao mitjançant l'assistència activa.
Zhou va rebre molts elogis d'estadistes nord-americans que el van conèixer el 1971. Henry Kissinger va escriure que havia quedat molt impressionat amb la intel·ligència i el caràcter de Zhou, descrivint-lo com «igualment a gust en filosofia, reminiscència, anàlisi històrica, sondes tàctiques, resposta humorística... [i] podia mostrar una amabilitat personal extraordinària». Kissinger va anomenar Zhou un dels dos o tres homes més impressionants que he conegut mai, afirmant que «les seves ordres dels fets, en particular el seu coneixement dels esdeveniments nord-americans i, per això, dels meus propis antecedents, van ser impressionants...» En les seves memòries, Richard Nixon va declarar que estava impressionat amb l'excepcional brillant i dinamisme de Zhou.
Després d'arribar al poder, Deng Xiaoping pot haver emfatitzat excessivament els assoliments de Zhou Enlai per allunyar el Partit Comunista del Gran Salt Endavant i la Revolució Cultural de Mao, que havien debilitat seriosament el prestigi del Partit. Deng va observar que les polítiques desastroses de Mao ja no podrien representar el millor moment del partit, però que el llegat i el caràcter de Zhou Enlai sí. A més, Deng va rebre crèdit per haver promulgat polítiques econòmiques reeixides que Zhou va proposar inicialment. En associar-se activament amb un Zhou Enlai ja popular, el llegat de Zhou podria haver estat utilitzat (i possiblement distorsionat) com a eina política del Partit després de la seva mort.

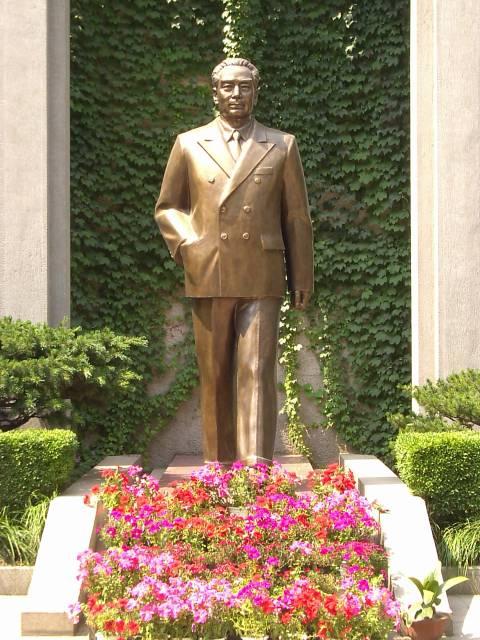
Una estàtua de bronze de Zhou a Nanjing

Zhou segueix sent una figura àmpliament commemorada a la Xina avui. Després de la fundació de la República Popular de la Xina, Zhou va ordenar a la seva ciutat natal de Huai'an que no transformés la seva casa en un memorial i que no mantingués les tombes de la família Zhou. Aquestes ordres es van respectar durant la vida de Zhou, però avui la seva casa familiar i l'escola familiar tradicional s'han restaurat, i són visitats per un gran nombre de turistes cada any. El 1998, Huai'an, per commemorar el centè aniversari de Zhou, va obrir un vast parc commemoratiu amb un museu dedicat a la seva vida. El parc inclou una reproducció de Xihuating, els quarts de vida i treball de Zhou a Pequín.
La ciutat de Tianjin ha establert un museu per a Zhou i la seva dona Deng Yingchao, i la ciutat de Nanjing ha erigit un monument commemoratiu de les negociacions comunistes el 1946 amb el govern nacionalista que inclou una estàtua de bronze de Zhou. El 1977 es van emetre segells que commemoraven el primer aniversari de la mort de Zhou i el 1998 per commemorar el seu 100è aniversari.
La pel·lícula de drama històric de 2013 The Story of Zhou Enlai presenta el viatge de Zhou Enlai el maig de 1961 durant el Gran Salt Endavant, quan va investigar la situació rural a Huaxi de Guiyang i una antiga base revolucionària Boyan Township de Hebei.

## En la cultura popular
Dues cançons de rock fan referència a Zhou. A la seva cançó de 1969 How-Hi-the-Li, composta pel baixista Ric Grech, Family, en una sàtira de personatges polítics, demanen si el Sr. Chou En-Lai, s'hi posa / Amb tot el te a la Xina. A més, Zhou és una de les moltes figures mundials esmentades a la cançó d'èxit de Billy Joel de 1989 We Didn't Start the Fire.